# Critics' Choice Television Award for Best Actress in a Comedy Series
Critics' Choice Television Award for Best Actress in a Comedy Series er en af priskategorierne, der årligt uddeles af Critics' Choice Television Awards (BTJA) til den bedste kvindelige hovedrolle i en komedieserie. Priskategoren blev uddelt første gang 2011, hvor uddelingen blev skabt. Vinderne udvælges af en gruppe tv-anmeldere, der er en del af Broadcast Television Critics Association.

## Vindere og nominerede
Vinderen

### 2010'erne
| År       | Skuespiller          | Series                    | Character                       | Network            |
| -------- | -------------------- | ------------------------- | ------------------------------- | ------------------ |
| 2011     | Tina Fey             | 30 Rock                   | Liz Lemon                       | NBC                |
| 2011     | Courteney Cox        | Cougar Town               | Jules Cobb                      | ABC                |
| 2011     | Patricia Heaton      | The Middle                | Frankie Heck                    | ABC                |
| 2011     | Edie Falco           | Nurse Jackie              | Jackie Peyton                   | Showtime           |
| 2011     | Martha Plimpton      | Raising Hope              | Virginia Chance                 | Fox                |
| 2011     | Amy Poehler          | Parks and Recreation      | Leslie Knope                    | NBC                |
| 2012     | Zooey Deschanel      | New Girl                  | Jessica Day                     | FOX                |
| 2012     | Amy Poehler          | Parks and Recreation      | Leslie Knope                    | NBC                |
| 2012     | Lena Dunham          | Girls                     | Hannah Horvath                  | HBO                |
| 2012     | Julia Louis-Dreyfus  | Veep                      | Selina Meyer                    | HBO                |
| 2012     | Martha Plimpton      | Raising Hope              | Virginia Chance                 | Fox                |
| 2012     | Ashley Rickards      | Awkward                   | Jenna Hamilton                  | MTV                |
| 2013     | Julia Louis-Dreyfus  | Veep                      | Selina Meyer                    | HBO                |
| 2013     | Zooey Deschanel      | New Girl                  | Jessica Day                     | Fox                |
| 2013     | Lena Dunham          | Girls                     | Hannah Horvath                  | HBO                |
| 2013     | Laura Dern           | Enlightened               | Amy Jellicoe                    | HBO                |
| 2013     | Sutton Foster        | Bunheads                  | Michelle Simms Flowers          | ABC Family         |
| 2013     | Amy Poehler          | Parks and Recreation      | Leslie Knope                    | NBC                |
| 2014     | Julia Louis-Dreyfus  | Veep                      | Selina Meyer                    | HBO                |
| 2014     | Ilana Glazer         | Broad City                | Ilana Wexler                    | Comedy Central     |
| 2014     | Wendi McLendon-Covey | The Goldbergs             | Beverly Goldberg                | ABC                |
| 2014     | Amy Schumer          | Inside Amy Schumer        | Various Characters              | Comedy Central     |
| 2014     | Amy Poehler          | Parks and Recreation      | Leslie Knope                    | NBC                |
| 2014     | Emmy Rossum          | Shameless                 | Fiona Gallagher                 | Showtime           |
| 2015     | Amy Schumer          | Inside Amy Schumer        | Various Characters              | Comedy Central     |
| 2015     | Lisa Kudrow          | The Comeback              | Valerie Cherish                 | HBO                |
| 2015     | Julia Louis-Dreyfus  | Veep                      | Selina Meyer                    | HBO                |
| 2015     | Ilana Glazer         | Broad City                | Ilana Wexler                    | Comedy Central     |
| 2015     | Gina Rodriguez       | Jane the Virgin           | Jane Gloriana Villanueva        | The CW             |
| 2015     | Constance Wu         | Fresh Off the Boat        | Jessica Huang                   | ABC                |
| 2016 (1) | Rachel Bloom         | Crazy Ex-Girlfriend       | Rebecca Nora Bunch              | The CW             |
| 2016 (1) | Aya Cash             | You're the Worst          | Gretchen Cutler                 | FXX                |
| 2016 (1) | Wendi McLendon-Covey | The Goldbergs             | Beverly Goldberg                | ABC                |
| 2016 (1) | Tracee Ellis Ross    | black-ish                 | Rainbow "Bow" Johnson           | ABC                |
| 2016 (1) | Constance Wu         | Fresh Off the Boat        | Jessica Huang                   | ABC                |
| 2016 (1) | Gina Rodriguez       | Jane the Virgin           | Jane Gloriana Villanueva        | The CW             |
| 2016 (2) | Kate McKinnon        | Saturday Night Live       | Various Characters              | NBC                |
| 2016 (2) | Ellie Kemper         | Unbreakable Kimmy Schmidt | Kimmy Schmidt                   | Netflix            |
| 2016 (2) | Julia Louis-Dreyfus  | Veep                      | Selina Meyer                    | HBO                |
| 2016 (2) | Tracee Ellis Ross    | black-ish                 | Rainbow "Bow" Johnson           | ABC                |
| 2016 (2) | Constance Wu         | Fresh Off the Boat        | Jessica Huang                   | ABC                |
| 2016 (2) | Phoebe Waller-Bridge | Fleabag                   | Fleabag                         | Amazon Prime Video |
| 2018     | Rachel Brosnahan     | The Marvelous Mrs. Maisel | Miriam "Midge" Maisel           | Prime Video        |
| 2018     | Kristen Bell         | The Good Place            | Eleanor Shellstrop              | NBC                |
| 2018     | Alison Brie          | GLOW                      | Ruth "Zoya the Destroya" Wilder | Netflix            |
| 2018     | Ellie Kemper         | Unbreakable Kimmy Schmidt | Kimmy Schmidt                   | Netflix            |
| 2018     | Sutton Foster        | Younger                   | Liza Miller                     | TV Land            |
| 2018     | Constance Wu         | Fresh Off the Boat        | Jessica Huang                   | ABC                |
| 2019     | Rachel Brosnahan     | The Marvelous Mrs. Maisel | Miriam "Midge" Maisel           | Prime Video        |
| 2019     | Rachel Bloom         | Crazy Ex-Girlfriend       | Rebecca Bunch                   | The CW             |
| 2019     | Allison Janney       | Mom                       | Bonnie Plunkett                 | CBS                |
| 2019     | Justina Machado      | One Day at a Time         | Penelope Alvarez                | Netflix            |
| 2019     | Debra Messing        | Will & Grace              | Grace Adler                     | NBC                |
| 2019     | Issa Rae             | Insecure                  | Issa Dee                        | HBO                |

### 2020'erne
| Year | Actress                | Series                               | Character                       | Network     |
| ---- | ---------------------- | ------------------------------------ | ------------------------------- | ----------- |
| 2020 | Phoebe Waller-Bridge   | Fleabag                              | Fleabag                         | Prime Video |
| 2020 | Christina Applegate    | Dead to Me                           | Jen Harding                     | Netflix     |
| 2020 | Alison Brie            | GLOW                                 | Ruth "Zoya the Destroya" Wilder | Netflix     |
| 2020 | Rachel Brosnahan       | The Marvelous Mrs. Maisel            | Miriam "Midge" Maisel           | Prime Video |
| 2020 | Kirsten Dunst          | On Becoming a God in Central Florida | Krystal Stubbs                  | Showtime    |
| 2020 | Julia Louis-Dreyfus    | Veep                                 | Selina Meyer                    | HBO         |
| 2020 | Catherine O'Hara       | Schitt's Creek                       | Moira Rose                      | Pop         |
| 2021 | Catherine O'Hara       | Schitt's Creek                       | Moira Rose                      | Pop         |
| 2021 | Pamela Adlon           | Better Things                        | Sam Fox                         | FX          |
| 2021 | Christina Applegate    | Dead to Me                           | Jen Harding                     | Netflix     |
| 2021 | Kaley Cuoco            | The Flight Attendant                 | Cassie Bowden                   | HBO Max     |
| 2021 | Natasia Demetriou      | What We Do in the Shadows            | Nadja                           | FX          |
| 2021 | Issa Rae               | Insecure                             | Issa Dee                        | HBO         |
| 2022 | Elle Fanning           | The Great                            | Catherine                       | Hulu        |
| 2022 | Renee Elise Goldsberry | girls5eva                            | Wickie                          | Peacock     |
| 2022 | Selena Gomez           | Only Murders in the Building         | Mabel Moria                     | Hulu        |
| 2022 | Sandra Oh              | The Chair                            | Dr. Ji-Yoon Kim                 | Netflix     |
| 2022 | Issa Rae               | Insecure                             | Issa Dee                        | HBO         |
| 2022 | Jean Smart             | Hacks                                | Deborah Vance                   | HBO Max     |

## Skuespillere med flere vundne priser
2 vundne priser
- Rachel Brosnahan (i træk)
- Julia Louis-Dreyfus (i træk)

## Skuespillere med flere nomineringer
6 nomineringer
- Julia Louis-Dreyfus

4 nomineringer
- Amy Poehler
- Constance Wu

3 nomineringer
- Rachel Brosnahan

2 nomineringer
- Christina Applegate
- Rachel Bloom
- Alison Brie
- Zooey Deschanel
- Lena Dunham
- Sutton Foster
- Ilana Glazer
- Allison Janney
- Ellie Kemper
- Wendi McLendon-Covey
- Catherine O'Hara
- Martha Plimpton
- Issa Rae
- Gina Rodriguez
- Tracee Ellis Ross
- Amy Schumer
- Phoebe Waller-Bridge